# Union der Demokratischen Kräfte
Die Union der Demokratischen Kräfte (bulgarisch Съюз на демократичните сили/Sajus na Demokratitschnite Sili, kurz СДС/SDS) ist eine konservative Partei in Bulgarien. Die SDS ist Mitglied in der Internationalen Demokratischen Union, der Christlich Demokratischen Internationale und der Europäischen Volkspartei. Die Parteifarbe ist blau. Die Zeitung Demokrazija (bulgarisch für ‚Demokratie‘) ist das Parteiorgan.
Die SDS wurde 1989 von einer Reihe oppositioneller Parteien und Gruppierungen gegen die kommunistische Herrschaft gegründet. Von der ersten freien Wahl 1990 bis 2001 gehörte sie zu den zwei stärksten Parteien des Landes. 1991–92 und 1997–2001 führte sie die Regierung. Seitdem hat ihr Stimmenanteil kontinuierlich abgenommen. Seit 2021 ist sie wieder im bulgarischen Parlament vertreten.

## Geschichte

### Gründung und erste Erfolge

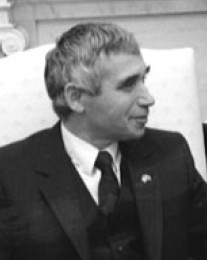
Schelju Schelew, erster Vorsitzender der SDS und Präsident Bulgariens

Die SDS wurde ам 7. Dezember 1989 als Bündnis folgender zehn oppositionellen Parteien und Gruppierungen im kommunistischen Bulgarien gegründet: Klub sa glastnost i demokrazija (bulg. Клубът за гласност и демокрация), Vereinigung Ekoglasnost (bulg. Сдружение "Екогласност") Arbeitskonföderation Podkrepa (bulg. Конфедерацията на труда "Подкрепа"), Unabhängige Gesellschaft zum Schutz der Menschenrechte (bulg. Независимото дружество за защита на правата на човека), Komitee für Schutz der Religionsrechte, Freiheit des Gewissens und der geistigen Werte (bulg. Комитетът за защита на религиозните права, свободата на съвестта и духовните ценности), Klub der nach 1945 ungerecht Unterdrückten  (bulg. Клубът на незаконно репресираните след 1945 г.), Unabhängige Studentische Vereinigung (bulg. Независимото студентско дружество), Bewegung Bürgerinitiative (bulg. Движение "Гражданска инициатива"), BRSDP (o) (bulg. БРСДП (о)), BSNS – Nikola Petkow (bulg. БЗНС "Никола Петков"). Später beteiligten sich noch die Radikaldemokratische Partei, die Grüne Partei, die Neusozialdemokratische Partei (bulg. Нова социалдемократическа партия), das Vereinigte demokratische Zentrum (bulg. Обединен демократичен център) und die Demokratische Front (bulg. Демократичният фронт). Erster Vorsitzender der Union war der Philosoph und damalige Dissident Schelju Schelew, der 1990 auch erster demokratisch gewählter Präsident Bulgariens wurde und die Partei bis 1996 führte. 
Die SDS beteiligte sich an der ersten demokratischen Regierung unter Führung der Sozialisten. Nach dem Zerbrechen der Koalition 1991 führte die SDS die Regierung allein. Ein Jahr später übernahmen wiederum die Sozialisten mit Schan Widenow die Regierung. Unter der Politik der Ex-Kommunisten geriet der Staat 1996 wirtschaftlich in den Ruin. In diesen Zeitraum wurde mit Unterstützung der Konrad-Adenauer-Stiftung 1996 die Koalition Vereinigte Demokratische Kräfte (ODS) gegründet. An der Koalition waren neben der SDS die Volksunion (eine Koalition der Demokratischen Partei und BSNS-NS) und die DPS vertreten. Das Ziel der Koalition war es, die Ex-Kommunisten der BSP von der politischen Macht zu verdrängen. Die wirtschaftliche Lage im Land verschlechterte sich, führte im Winter 1996/97 zur Hyperinflation und Massenprotesten im ganzen Land, welche von der ODS geleitet wurden. Am 13. Februar 1997 trat Widenow nach langen Verhandlungen mit der ODS-Opposition zugunsten einer Interimsregierung unter Stefan Sofijanski zurück.

### Regierung von Iwan Kostow
Bei den vorgezogenen Wahlen im April 1997 konnte die SDS (erneut in einer Koalition mit der ODS) 1997 die absolute Mehrheit im Parlament erringen. Iwan Kostow wurde bulgarischer Ministerpräsident und Vorsitzender der nun als Partei organisierten Union. Ein weiteres Mitglied, Petar Stojanow, löste in diesem Jahr Schelew als Staatspräsident ab. 
Die von der Regierung Kostow durchgeführten unbeliebten, aber für den EU-Beitritt notwendigen Reformen führten zur Niederlage der SDS bei den Wahlen 2001, die die Nationale Bewegung Simeon der Zweite gewann. Die SDS erhielt nur noch 18,2 % der Stimmen und 51 der 240 Mandate.

### Ab 2001
Nachdem Kostow nach der Wahl zurückgetreten war, übernahmen für kurze Zeit Ekaterina Michailowa und nach ihr die frühere Außenministerin Nadeschda Michajlowa den Parteivorsitz. 2002 wurde auch Präsident Stojanow durch den Sozialisten Georgi Parwanow abgelöst. Nachdem Kostow 2004 die Partei verlassen und die Demokraten für ein starkes Bulgarien gegründet hatte, war die SDS weiter geschwächt und verlor bei den Wahlen 2005 nochmals. Sie kam nun nur noch auf 7,7 % und 20 von 240 Sitze und ist somit fünftstärkste Kraft, hinter der rechtsradikalen Koalition Ataka.
Parteivorsitzender war von 2005 bis 2007 der ehemalige Präsident Petar Stojanow. Nach den erfolglosen Europawahlen, bei der die SDS kein einziges Mandat erlangen konnte, folgte am 15. Juli 2007 die XVII. Nationalkonferenz der SDS. Die Nationalkonferenz wählte auch einen neuen Parteivorsitzenden – den Geschäftsmann Plamen Jurukow. 
Im Dezember 2008 wurde per Urabstimmung aller Parteimitglieder Martin Dimitrow zum Vorsitzender der Partei gewählt. Dieses geschah zum ersten Mal in der Geschichte der Partei auf Initiative von Plamen Jurukow, der nicht antrat, jedoch den zweitklassierten Rumen Christow unterstützte.
Zur Europawahl in Bulgarien 2009 und zu den bulgarischen Nationalwahlen am 5. Juli 2009 trat die SDS als Teil der Blauen Koalition an. Nach den Europawahlen konnte die Koalition einen Abgeordneten stellen. Bei den Parlamentswahlen konnte sie wiederum 6,76 % der Wähler überzeugen und 15 Abgeordnete im 41. bulgarischen Parlament stellen.

## Wahlergebnisse
| Jahr | Wahl                                     | Stimmenanteil | Sitze              |
| ---- | ---------------------------------------- | ------------- | ------------------ |
| 1990 | Wahl zur Großen Nationalversammlung 1990 | 36,21 %       | 144/400            |
| 1991 | Parlamentswahl 1991                      | 34,4 %        | 110/240            |
| 1994 | Parlamentswahl 1994                      | 24,23 %       | 69/240             |
| 1997 | Parlamentswahl 1997                      | 52,3 %        | 137/240 1          |
| 2001 | Parlamentswahl 2001                      | 18,18 %       | 51/240 1           |
| 2005 | Parlamentswahl 2005                      | 7,68 %        | 20/240 1           |
| 2007 | Europawahl 2007                          | 4,74 %        | 0/17               |
| 2009 | Europawahl 2009                          | 7,95 %        | 1/18 2 von 2/18    |
| 2009 | Parlamentswahl 2009                      | 6,76 %        | 15/240 2           |
| 2013 | Parlamentswahl 2013                      | 1,38 %        | 0/240              |
| 2014 | Europawahl 2014                          | 6,45 %        | 0/17 3 von 1/17    |
| 2014 | Parlamentswahl 2014                      | 8,89 %        | 23/240 3           |
| 2017 | Parlamentswahl 2017                      | 3,06 %        | 0/240 3            |
| 2019 | Europawahl 2019                          | 6,45 %        | 1/17 4 von 6/17    |
| 2021 | Parlamentswahl April 2021                | 25,74 %       | 2/240 4 von 75/240 |
| 2021 | Parlamentswahl Juli 2021                 | 23,21 %       | 3/240 4 von 63/240 |
| 2021 | Parlamentswahl November 2021             | 22,74 %       | 3/240 4 von 59/240 |

## Vorsitzende der Partei
- Schelju Schelew (1989–1990)
- Petar Beron (1990)
- Filip Dimitrow (1990–1994)
- Iwan Kostow (1994–2001)
- Ekaterina Michajlowa (2001–2002)
- Nadeschda Michajlowa (2002–2005)
- Petar Stojanow (2005–2007)
- Plamen Jurukow (15. Juli 2007 bis 21. Dezember 2008)
- Martin Dimitrow (21. Dezember 2008 bis 5. Juni 2012)
- Emil Kabaiwanow (2012–2013)
- Boschidar Lukarski (2013–2018)
- Rumen Christow (seit 2018)